# Johnson & Johnson
Johnson & Johnson är ett amerikanskt multinationellt läkemedels- och medicinteknik-bolag. 2017 hade Johnson & Johnson 126 400 anställda. Företaget grundades 1886 och har sitt huvudkontor i New Brunswick i New Jersey. Deras huvudkontor i Sverige ligger i Solna. 
Johnson & Johnson köpte 1961 det belgiska läkemedelsföretaget Janssen Pharmaceutica, Koncernens läkemedelsverksamhet bedrivs inom dotterbolag under namnet Janssen.